# IK Pegasi
Désignations
IK Pegasi (également appelée HD 204188 et HR 8210) est une étoile binaire de la constellation de Pégase. Située à une distance de 154 années-lumière du système solaire, elle est juste assez lumineuse pour être visible à l'œil nu, sa magnitude apparente étant de 6,078.
L'étoile primaire (IK Pegasi A) est une étoile de la séquence principale de type spectral A. C'est une étoile variable de type Delta Scuti : sa luminosité subit une légère variation périodique 22,9 fois par jour. Son compagnon (IK Pegasi B) est une naine blanche, une étoile qui a quitté la séquence principale et dans laquelle la réaction de fusion nucléaire s'est arrêtée. Elles tournent autour du centre de gravité du système en 21,7 jours et sont en moyenne séparées de 31 millions de kilomètres (0,21 ua), soit moins que la distance séparant Mercure du Soleil.
IK Pegasi B est l'étoile la plus proche du Soleil susceptible d'évoluer en supernova. Lorsque l'étoile primaire deviendra une géante rouge, son rayon augmentera et la naine blanche attirera de la matière de son enveloppe gazeuse. Lorsque cette naine blanche atteindra la limite de Chandrasekhar de 1,44 masse solaire, elle explosera en supernova de type Ia.

## Observation
Le système stellaire est référencé dans le Bonner Durchmusterung (catalogue astrométrique de Bonn) de 1862 et le Harvard Revised Photometry Catalogue de Pickering de 1908 sous les désignations respectives BD +18°4794B et HR 8210. Le nom IK Pegasi suit la nomenclature des étoiles variables introduite par Friedrich W. Argelander.
Le spectre de cette étoile est marqué par un décalage des raies d'absorption par effet Doppler caractéristique des systèmes binaires SB1. La rotation des deux étoiles autour du centre de gravité du système engendre un mouvement des étoiles le long de la ligne de visée qui provoque ce décalage. Sa mesure permet aux astronomes de calculer la vitesse radiale de la principale bien qu'ils soient incapables de résoudre les deux composantes.
En 1927, l'astronome canadien William E. Harper obtient par cette méthode la période et l'excentricité de cette binaire à un spectre qui sont respectivement 21,724 jours et 0,027 (Selon un article de Lucy et Sweeny paru en 1971, la probabilité que l'orbite soit circulaire (excentricité nulle) est de 56 %). Harper calcule également que la vitesse maximale de l'étoile primaire du système le long de la ligne de visée est 41,5 km/s.
La distance entre IK Pegasi et le Soleil a été déterminée en utilisant la parallaxe du système au cours du mouvement annuel de la Terre autour du Soleil. Ce décalage a été évalué avec précision par le télescope Hipparcos. La distance de l'étoile a été estimée à 150 ± 5 a.l. (∼ 46 pc). Le satellite a également mesuré le mouvement propre du système. Le satellite Gaia a permis d'améliorer la précision de la mesure de la parallaxe du système. Sa distance est réévaluée à 154 ± 1 a.l. (∼ 47,2 pc).
La vitesse transversale d'IK Pegasi est calculée à l'aide des valeurs de la distance et du mouvement propre du système : elle est de 16,9 km/s. La vitesse radiale du système est obtenue en mesurant le décalage de son spectre par effet Doppler : cette vitesse est de -11,4 km/s selon le General Catalogue of Stellar Radial Velocities (catalogue général des vitesses radiales stellaires). L'addition de ces deux mouvements donne une vitesse spatiale de 20,4 km/s par rapport au Soleil.
Une tentative fut effectuée pour photographier les deux composantes de l'étoile binaire à l'aide du télescope spatial Hubble. Celle-ci échoua car les deux étoiles étaient trop proches pour les résoudre. De récentes mesures avec l'Extreme Ultraviolet Explorer a permis d'estimer plus précisément la période orbitale à 21,721 68 ± 0,000 09 jours. L'inclinaison du plan orbital du système serait proche de 90° vue de la Terre : si c'est effectivement le cas, il serait possible d'observer une éclipse.

## Composante A
IK Pegasi A est une étoile de la séquence principale, c'est-à-dire qu'elle fusionne l'hydrogène de son noyau en hélium comme le fait le Soleil. Cependant, elle se situe dans le diagramme de Hertzsprung-Russell sur une bande étroite et pratiquement verticale appelée bande d'instabilité. Les étoiles de cette bande oscillent de manière cohérente, ce qui crée des pulsations périodiques de la luminosité de l'étoile.
Les pulsations sont dues à un processus appelé le mécanisme κ. Une partie de l'atmosphère externe de l'étoile devient opaque en raison de l'ionisation partielle de certains éléments. Lorsque ces atomes perdent un électron, la probabilité qu'ils absorbent de l'énergie augmente. Ce phénomène engendre une augmentation de la température qui est responsable de l'expansion de l'atmosphère. L'ionisation de l'atmosphère dilatée diminue et celle-ci perd de l'énergie, refroidit et se contracte. L'atmosphère subit ainsi un cycle périodique d'expansion-contraction qui est à l'origine des pulsations périodiques de sa luminosité.

Vue d'artiste donnant les dimensions relatives d'IK Pegasi A (gauche), B (en bas au centre) et du Soleil (droite).

Les étoiles de la partie de la bande d'instabilité qui traverse la séquence principale sont appelées variables de type Delta Scuti en référence à Delta Scuti. Les variables de type Delta Scuti vont généralement des classes spectrales A2 à F8 et des classes de luminosité MKK III (sous-géante) à V (étoile de la séquence principale). Ce sont des variables à faible période, entre 0,025 et 0,25 jour. L'abondance chimique des variables de type Delta Scuti est proche de celle du Soleil et leur masse comprise entre 1,5 et 2,5 M☉. La fréquence des pulsations d'IK Pegasi A est de 22,9 par jour, soit une tous les 0,044 jours.
La métallicité d'une étoile, c'est-à-dire la proportion d'éléments autres que l'hydrogène ou l'hélium, est calculée en comparant le spectre de l'atmosphère aux simulations basées sur des modèles stellaires. L'abondance métallique d'IK Pegasi A est [M/H] = +0,07 ± 0,20 (ce nombre est le logarithme du rapport de la proportion d'éléments métalliques (M) sur celle d'hydrogène (H) auquel est soustrait le logarithme du rapport correspondant aux proportions solaires). La valeur logarithmique de 0,07 indique que l'étoile contient 100,07 fois plus de métaux que le Soleil, soit 1,17 fois plus. L'étoile est donc 17 % plus riche en éléments métalliques que le Soleil. Cependant, la marge d'erreur est relativement élevée.
Le spectre des étoiles de classe A, telle IK Pegasi A, présente des raies de Balmer de forte intensité. Il contient également des raies d'absorption dues aux métaux ionisés, parmi lesquelles la raie K du calcium ionisé (Ca II) à une longueur d'onde de 393,3 nm. Le spectre d'IK Pegasi A est classé comme marginal Am (ou Am:) : il a les caractéristiques spectrales de la classe A mais avec des raies métalliques plus marquées. L'atmosphère de l'étoile a légèrement plus (anormalement) de force des raies d'absorption pour les isotopes métalliques. Les étoiles de classe Am font souvent partie d'un système binaire où leur compagnon est de masse proche, comme c'est le cas pour IK Pegasi.
Les étoiles de classe A sont plus chaudes et plus massives que le Soleil, elles restent moins longtemps sur la séquence principale. Une étoile de la masse d'IK Pegasi A (1,65 masse solaire) y passe environ 2–3 × 109 années, soit la moitié de l'âge du Soleil.
En termes de masse, l'étoile analogue à la composante A la plus proche du Soleil est Altaïr. Sa masse est estimée à 1,7 masse solaire. Le système binaire présente quelques ressemblances avec Sirius qui est composé d'une étoile de classe A et d'une naine blanche. Sirius A est cependant plus massive qu'IK Pegasi A et l'orbite de son compagnon, dont le demi-grand axe est de 20 UA, est plus éloignée du centre de gravité du système.

## Composante B
La composante B est une naine blanche. Ces étoiles éteintes ne sont plus le théâtre de réactions de fusion nucléaire. Dans la plupart des cas, ces étoiles se refroidissent progressivement durant plusieurs milliards d'années.

### Évolution

Évolution de IK Pegasi

Presque toutes les étoiles de masse faible ou intermédiaire (inférieure à neuf masses solaires) deviennent des naines blanches après avoir épuisé leurs réserves de carburant, parmi lesquels l'hydrogène, l'hélium et d'autres éléments. Ces étoiles passent la plus grande partie de leur vie dans la séquence principale. La durée durant laquelle une étoile reste sur cette zone du diagramme HR dépend principalement de sa masse : plus celle-ci est élevée, plus cette durée est faible. Ainsi, IK Pegasi B devait avoir une masse plus élevée qu'IK Pegasi A car elle est devenue une naine blanche avant son compagnon. Une étude de 1993 estime que la masse de sa progénitrice aurait été comprise entre cinq et huit masses solaires.
Lorsque l'hydrogène de la progénitrice d'IK Pegasi B fut entièrement consommé, l'étoile devint une géante rouge. Son noyau interne se contracta jusqu'à ce que la combustion de l'hydrogène débute dans la couche entourant le cœur d'hélium. Ce faisant, la température de l'étoile augmenta, l'enveloppe externe se dilata et le rayon de l'étoile atteignit plusieurs fois la valeur qu'il avait lorsque l'étoile étant sur la séquence principale. Lorsque le noyau atteint une température et une densité suffisantes pour que la réaction de fusion de l'hélium commence, l'étoile diminue de volume et devient une étoile de la branche horizontale, une zone horizontale du diagramme HR. La fusion de l'hélium forma un noyau inerte de carbone et d'oxygène. Lorsque l'hélium fut épuisé dans le noyau, il se mit à brûler dans une nouvelle couche formée en sus de la couche de combustion de l'hydrogène. L'étoile passa alors sur la branche asymptotique des géantes du diagramme HR. Si l'étoile a eu une masse suffisante, le carbone du noyau a également été transformé en oxygène, néon et magnésium,.
Le rayon des géantes rouges et des étoiles AGB peut atteindre plusieurs centaines de fois le rayon solaire par dilatation de l'enveloppe externe. Par exemple, l'étoile AGB pulsante a un rayon d'environ 5 × 108 km (3 UA). Ces valeurs sont bien supérieures à la distance séparant les deux étoiles d'IK Pegasi : durant cette période, les deux étoiles avaient une enveloppe commune. En conséquence, l'atmosphère d'IK Pegasi A aurait pu être contaminée par son compagnon, modifiant ainsi sa composition isotopique.
Après que le noyau oxygène-carbone (ou oxygène-néon) inerte s'est formé, la réaction de fusion thermonucléaire commence dans les deux couches concentriques entourant le noyau : l'hydrogène brûle dans la couche la plus externe tandis que l'hélium réagit dans les couches les plus proches du cœur. Cependant, cette phase à deux couches est instable : elle produit des pulsations thermiques qui causent des éjections de matière à grande échelle de l'enveloppe externe de l'étoile. Les matériaux éjectés ont formé un immense nuage appelé nébuleuse planétaire. L'enveloppe d'hydrogène est presque intégralement éjectée de l'étoile, laissant uniquement une naine blanche formée principalement du cœur inerte.

### Composition et structure

Ce graphique présente le rayon théorique d'une naine blanche en fonction de sa masse. La courbe rouge correspond à un modèle de gaz d'électrons relativistes.

Le noyau d'IK Pegasi B pourrait être composé soit de carbone et d'oxygène, soit de néon et d'oxygène si la fusion du carbone s'est produite au sein de son étoile progénitrice. Dans ce dernier cas, son manteau serait riche en carbone et en oxygène,. Dans les deux scénarios, la couche externe de l'étoile est constituée presque exclusivement d'hydrogène : IK Pegasi B est donc une étoile de classe DA. En raison de sa masse atomique plus élevée, l'hélium de l'enveloppe aura migré sous la couche d'hydrogène. La gravité créée par la masse de l'étoile est intégralement compensée par la pression de dégénérescence des électrons, un phénomène quantique limitant la quantité de matière présente dans un volume donné.
La masse d'IK Pegasi B, 1,15 masse solaire, est élevée pour une naine blanche. Bien qu'IK Pegasi B n'ait pu être observé directement, son rayon peut être estimé à l'aide de la relation théorique reliant la masse et le rayon des naines blanches. Le rayon d'IK Pegasi B est d'environ 0,60 % celui du Soleil. Cette étoile contient donc une masse plus importante que celle du Soleil dans un volume proche de celui de la Terre : la densité de cette étoile est extrême.
Étant donné sa masse et sa densité, la gravité de surface d'une naine blanche est élevée. Les astronomes la notent à l'aide du logarithme décimal de l'accélération de la gravité exprimée dans le système d'unités CGS et noté log g. La valeur de log g est égale à 8,95 pour IK Pegasi B. En comparaison, log g est égal à 4,44 pour le soleil (environ 30 000 fois moins).
Sa température effective de surface est estimée à environ 35 500 ± 1 500 K, ce qui en fait une source importante de rayonnement ultraviolet,. En l'absence de compagnon, la naine blanche continuerait de se refroidir durant plus d'un milliard d'années tandis que son rayon resterait approximativement constant.

## Évolution future du système
Dans un article de 1993, David Wonnacott, Barry J. Kellett et David J. Stickland estiment que le système pourrait évoluer en supernova de type Ia ou en variable cataclysmique. IK Pegasi B est l'étoile susceptible d'évoluer en supernova la plus proche de la Terre. Cependant, cette évolution est longue et, lorsqu'elle explosera, elle sera suffisamment éloignée de la Terre pour ne pas présenter de risque. Selon les calculs de Gehrels et al, une supernova doit être à une distance inférieure à 26 années-lumière pour détruire la couche d'ozone de la Terre et ainsi affecter considérablement sa biosphère.

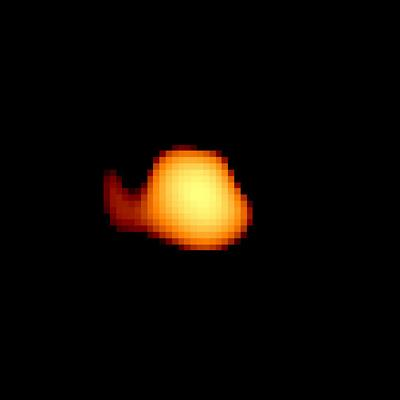
Cette image du télescope spatial Hubble montre l'étoile pulsante Mira située sur la branche asymptotique des géantes du diagramme de Hertzsprung-Russell. Crédit : NASA.

À un certain point, l'intégralité de hydrogène du noyau d'IK Pegasus A aura brûlé. L'étoile quittera la séquence principale et deviendra une géante rouge. Le rayon de l'étoile va significativement augmenter et peut atteindre plus de cent fois le rayon initial de l'étoile. À partir du moment où l'enveloppe externe d'IK Pegasi A dépassera le lobe de Roche de son compagnon, un disque d'accrétion gazeux se formera autour de la naine blanche. Ce gaz, composé principalement d'hydrogène et d'hélium, s'accumulera à la surface de son compagnon. Ce transfert de masse entre les deux étoiles entraînera une diminution de la distance entre les deux étoiles.
À la surface de la naine blanche, le gaz en accrétion se comprime et sa température augmente. Lorsque les pression et température de la couche d'hydrogène deviennent assez grandes pour déclencher une réaction de fusion nucléaire, une grande quantité d'hydrogène est transformée en hélium et d'autres éléments plus lourds. L'énorme quantité d'énergie libérée par ce processus expulse les gaz restants de la surface de la naine blanche et produit un éclat extrêmement lumineux mais de courte durée : la luminosité de la naine blanche va augmenter de plusieurs magnitudes durant quelques jours ou mois. RS Ophiuchi est un exemple d'étoile binaire constituée d'une géante rouge et d'un compagnon naine blanche. RS Ophiuchi a connu au moins six éruptions depuis 1898,.
Il est possible qu'IK Pegasi B évolue de cette manière. L'étoile peut cependant également continuer à accumuler de la masse, si seule une partie du gaz en accrétion est éjectée. Bien que se comportant comme une nova récurrente, IK Pegasus B continuerait d'accumuler de la matière et son enveloppe croîtrait.
Un autre modèle dans lequel la naine blanche accumule de la matière sans devenir une nova est celui de la source de rayons X de très basse énergie issue d'un système binaire serré (close-binary supersoft X-ray source (CBSS)). Dans ce scénario, le taux de transfert massique vers la naine blanche est tel qu'une réaction de fusion se déroule continuellement à la surface. L'hydrogène arrivant est transformé en hélium par la réaction. Ces sources sont des naines blanches de forte masse avec des températures de surfaces très élevées (0,5-1 × 106 K).
Lorsqu'une naine blanche approche la limite de Chandrasekhar de 1,44 masse solaire, la pression de radiation n'est plus suffisante pour s'opposer à la gravité et l'étoile s'effondre. Quand le noyau est constitué principalement d'oxygène, de néon et de magnésium, l'étoile formée est dans la plupart des cas une étoile à neutrons. Dans ce cas, seule une partie de la masse de l'étoile est alors éjectée. Si, au contraire, le noyau est composé de carbone et d'oxygène, une fraction substantielle de l'étoile entre en fusion nucléaire durant un court laps de temps, à la suite de l'effondrement. L'étoile explose alors sous la forme d'une supernova de type Ia.
L'explosion éventuelle d'IK Pegasi B ne serait pas une menace pour la vie terrestre. En effet, il est peu probable qu'IK Pegasi A devienne dans un futur proche une géante rouge. De plus, elle s'éloigne du Soleil à une vitesse de 20,4 km/s, soit une année-lumière tous les 14 700 ans. Dans 5 millions d'années, cette étoile devrait être située à plus de 500 années-lumière de la Terre, soit davantage que le rayon de la sphère au sein de laquelle une supernova de type Ia serait dangereuse.
Après l'explosion de la supernova, le reste de l'étoile donneuse (IK Pegasi A) continuera dans l'espace avec la vitesse finale qu'elle possédait lorsqu'elle était membre d'un système double proche. La vitesse relative résultante pourrait atteindre 100 à 200 km/s, ce qui en ferait un des objets les plus rapides de la Voie lactée. Son compagnon aura également vu sa masse fortement diminuer durant l'explosion, et sa présence pourrait créer un trou dans les débris en expansion. À partir de ce moment-là, l'étoile deviendra une naine blanche solitaire,. L'explosion de la supernova va créer un rémanent de matière éjectée, qui se répandra dans le milieu interstellaire.